# Pim Haaksman
Pim Haaksman (Zeist, 12 april 1967 is een chef-kok en televisiekok van onder andere Club Overkoken en De Culinaire Beterweter. In 1996 startte hij zijn eigen bedrijf Het Kook College, en gaf hij kooklessen en demonstraties in de kookstudio van Gaggenau Nederland in Nieuwegein. In 2002 begon hij een serie komische kookprogramma's te maken die onder andere door RTV Utrecht, Omroep Brabant en AT5 werden uitgezonden onder de naam Overkoken en Culinaire Beterweter. In 2013 was hij de vaste tv-kok in het programma Life is Beautiful van RTL 4. In de jaren 2015 - 2018 treedt Pim Haaksman op als spreker en zet hij zich in voor diverse online culinaire initiatieven. Ook richt hij o.a. de Stichting Tante Rozemarijn op. Een stichting met als doel een bijdrage te leveren tegen de vereenzaming van senioren in Nederland met als middel samen koken, samen eten. Daarnaast assisteert hij horecabedrijven met het bedenken en uitwerken van hun nieuwe kaart. 

## Opleiding
In 1982 begint Haaksman aan de opleiding voor restaurantkok. Wanneer hij deze heeft behaald, haalt hij alle mogelijke koksdiploma's, waaronder die van de lerarenopleiding op de Pedagogische Technische Hogeschool. Ondertussen werkte hij als kok of chef-kok in diverse keukens waaronder De Goetsack in Zeist, De Candelaer in Amersfoort en Gaggenau in Nieuwegein.